# Rapala zamona
Rapala zamona är en fjärilsart som beskrevs av Hans Fruhstorfer 1912. Rapala zamona ingår i släktet Rapala och familjen juvelvingar. Inga underarter finns listade.